# Blood and Sand
Le Blood and Sand est un cocktail aromatique et fruité des années 1930. Avec le Rusty nail et les variantes du Manhattan, le Rob Roy et le Bobby Burns, ce short drink est l'un des rares cocktails connus fabriqués à partir de whisky écossais. Il contient également du vermouth rouge italien, du cherry brandy (une liqueur de cerise) et du jus d'orange.

## Histoire
La date de création du cocktail n'est pas concrètement connue, mais il est certain que le nom fait référence au film muet du même nom de 1922 (en français : Arènes sanglantes). Dans cette deuxième adaptation cinématographique populaire du roman de Vicente Blasco Ibáñez paru en 1908 (titre original espagnol : Sangre y arena), Rudolph Valentino joue le rôle du héros, un torero. L'ouvrage a été transformé en film en 1941, avec Tyrone Power et Rita Hayworth. Le chroniqueur et auteur Robert Ruark a un jour résumé les films de ce genre de la façon suivante :

« Le pauvre garçon réussit comme matador, est gâté par le succès, boit trop et/ou fréquente des femmes ruineuses, perd son courage et se prend une corne »

— Robert Ruark
Les couleurs du sang et du sable des arènes se reflètent dans le cocktail à base de liqueur de cerise, de vermouth rouge, de cherry brandy et de jus d'orange. ; mélangée, la boisson est de couleur orange-brun. La première recette d'un cocktail Blood and Sand est apparue dans le légendaire Savoy Cocktail Book de Harry Craddock en 1930 et demandait des parts égales des quatre ingrédients ; le livre Boothby's World Drinks and How to Mix Them, publié en 1934, inclut également la recette. Cependant, la boisson est tombée dans l'oubli au cours des décennies suivantes et n'est réapparue que récemment dans les livres de bar. En 2004, Ted Haigh a publié le Blood and Sand dans un livre sur les cocktails oubliés. Auparavant, le barman Dale DeGroff avait inclus cette boisson dans son ouvrage standard The Craft of the Cocktail et l'avait commentée :

« À première vue, ce cocktail inhabituel semblait être un mélange affreux. Mais au fil du temps, j'ai remarqué que la recette apparaissait dans certains livres de cocktails réputés, alors j'ai fini par l'essayer. Le goût m'a convaincu de ne plus jamais juger une boisson sans l'essayer. »

— Dale DeGroff

## Préparation
Traditionnellement, comme dans la recette de 1930 de Craddock, des parties égales - par exemple 2 cl chacune - de whisky écossais, de cherry brandy (liqueur de cerise), de vermouth italien doux et rouge (vermouth rosso) et de jus d'orange fraîchement pressé sont secouées dans un shaker avec des glaçons et filtrées dans un verre à cocktail pré-refroidi (coupette). Comme c'est souvent le cas pour les boissons courtes, il est servi straight up, c'est-à-dire sans glace, et souvent sans décoration. DeGroff a légèrement augmenté la teneur en jus d'orange et a décoré avec un twist d'orange, dont il a vaporisé les huiles essentielles sur le cocktail au-dessus d'une flamme.
Les recettes plus récentes incluent souvent des proportions légèrement plus faibles de cherry brandy et de vermouth. Ted Haigh recommande d'utiliser ¹⁄₄ à ¹⁄₃ de moins que cela pour le whisky et le jus d'orange ; le Cocktailian Mix Book suggère en conséquence 3 cl chacun de whisky écossais et de jus d'orange et 2 cl chacun de cherry brandy et de vermouth, et recommande une cerise de cocktail comme décoration. Jim Meehan, exploitant du PDT Bar de New York, mélange avec l'équivalent de 4,5 cl (1,5 oz) de whisky écossais mélangé, 2,25 cl cl de jus d'orange et 1,5 cl chacun de cherry brandy (Cherry Heering) et de vermouth (Carpano Antica Formula) - sans décoration.
Habituellement, un scotch mélangé doux est recommandé, comme par Meehan, mais la boisson peut également être mélangée avec des whiskies single malt forts, fumés et tourbés. Le jus d'orange sanguine rouge est possible à la place du jus d'orange ordinaire. Le terme cherry brandy est ambigu en anglais, et peut désigner à la fois une liqueur de cerise comme le Cherry Heering et l'eau-de-vie de fruit (incolore) (Kirschwasser) ; cependant, il est généralement admis que cette dernière ne convient pas à un Blood and Sand.